# Теркел, Стадс
Луис «Стадс» Теркел (англ. Louis "Studs" Terkel; 16 мая 1912, Нью-Йорк — 31 октября 2008, Чикаго) — американский писатель и радиожурналист. Мастер жанра интервью.

## Биография
Луис Теркел родился и провёл детство в Чикаго. Он изучал право в Чикагском университете, но предпочёл работать на радио. Его первая книга «Гиганты джаза» вышла в свет в 1956 году. Большинство книг Теркела посвящено истории США. Теркел занимался сбором и изучением устной истории. Работал в Чикагском историческом обществе.
Наиболее известна книга «Трудные времена: Устная история Великой депрессии» ( Hard Times: An Oral History of the Great Depression, 1970). За книгу «Правильная война» (The Good War, 1984), исследующую стереотип восприятия американцами Второй мировой войны как справедливой и благородной в сравнении с Войной во Вьетнаме, получил Пулитцеровскую премию. В 1997 году Стадс Теркел был избран членом Американской академии искусств и наук. Прозвище «Стадс» он получил благодаря сходству с персонажем трилогии Дж. Т. Фарреллота о Стадсе Лонигане, который также обходился без водительских прав. Его дал режиссёр постановки, чтобы различать Теркела и другого актёра по имени Луис.
Кроме работы на радио и телевидении, где он вёл собственные передачи, Стадс Теркел снимался также в кино.

## Книги
- «Гиганты джаза» («Giants of Jazz», 1957)
- «Америка: улица разделения» («Перекресток: Америка»; «Division Street: America»; 1967; Америка: улица разделения: Американцы размышляют о себе: Документальная проза: [Сборник]: Пер. с англ. / [Сост. Е.  Стояновская; Справки об авторах О.  Алякринского] — М.: Прогресс, 1984)
- «Трудные времена: Неписаная история Великой депрессии» (Hard Times, 1970)
- «Разговариваю сам с собой» (1977)
- «Американские мечты — утраченные и обретенные» (1980)
- «Правильная война: Неписаная история второй мировой войны»" («Хорошая война»; «The Good War: An Oral History of World War II», 1984)
- «Работа (англ. Working: People Talk About What They Do All Day and How They Feel About What They Do)», 1974; Теркел, С. Работа. Люди рассказывают о своей каждодневной работе и о том, как они к этой работе относятся / Пер.с англ.; Сост. и предисл. Б. Гиленсона. — М.: Прогресс, 1978. — 249 с.
- «Чикаго» («Chicago», 1986)
- «Великий водораздел: еще раз об американской мечте» («The Great Divide: Second Thoughts on the American Dream», 1988)
- Race: What Blacks and Whites Think and Feel About the American Obsession — 1992
- Coming of Age: The Story of Our Century by Those Who’ve Lived It — 1995
- My American Century — 1997
- The Spectator: Talk About Movies and Plays With Those Who Make Them — 1999
- Will the Circle Be Unbroken: Reflections on Death, Rebirth and Hunger for a Faith — 2001
- Hope Dies Last: Keeping the Faith in Difficult Times — 2003
- And They All Sang: Adventures of an Eclectic Disc Jockey — 2005